# The Player
The Player (tiếng Thái: รัก เป็น เล่น ตาย; RTGS: Rak Pen Len Tai; tạm dịch: Tình yêu là trò chơi chết chóc) là một bộ phim truyền hình Thái Lan phát sóng năm 2021–2022 với sự tham gia của Tipnaree Weerawathodom (Namtan), Ramida Jiranorraphat (Jane), Way-ar Sangngern (Joss), Patara Eksangkul (Foei), Phatchara Thabthong (Kapook), Jirakit Thawornwong (Mek), Tawan Vihokratana (Tay) và Wachirawit Ruangwiwat (Chimon). Bộ phim theo chân một nhóm người thuộc tầng lớp cao quý tham gia vào một "cuộc chơi" và đặt cược theo đó là danh vọng, tiền tài và tình yêu để rồi dẫn đến một vụ mất tích bí ẩn. Từ đó, công an vào cuộc để điều tra về vụ mất tích và khám phá bí ẩn về "cuộc chơi" này.
Bộ phim được đạo diễn bởi Tichakorn Phukhaotong và sản xuất bởi GMMTV cùng với Trasher Bangkok. Đây là một trong mười sáu dự án phim truyền hình trong năm 2021 được GMMTV giới thiệu trong sự kiện "GMMTV 2021 The New Decade Begins" vào ngày 3 tháng 12 năm 2020. Bộ phim được phát sóng vào lúc 20:30 (ICT), thứ Hai và thứ Ba trên GMM 25 và có mặt trên Viu vào lúc 22:30 (ICT) cùng ngày, bắt đầu từ ngày 20 tháng 12 năm 2021. Bộ phim kết thúc vào ngày 8 tháng 2 năm 2022.

## Diễn viên
Dưới đây là dàn diễn viên của bộ phim:

### Diễn viên chính
- Tipnaree Weerawathodom (Namtan) vai Kiwi
- Ramida Jiranorraphat (Jane) vai Eve
- Way-ar Sangngern (Joss) vai Tim
- Patara Eksangkul (Foei) vai Pitch
- Phatchara Thabthong (Kapook) vai Miriam
- Jirakit Thawornwong (Mek) vai Matt
- Wachirawit Ruangwiwat (Chimon) vai Dan
- Tawan Vihokratana (Tay) vai Tin

### Diễn viên phụ
- Nawat Phumphotingam (White) vai Fight (thanh tra)
- Patharawarin Timkul (May) vai Ta (mẹ của Kiwi)
- Sattabut Laedeke (Drake) vai Mikey
- Sueangsuda Lawanprasert (Namfon) vai mẹ của Pitch
- Supoj Janjareonborn (Lift) vai Prompong (bố của Pitch)
- Naphon Phromsuwan (Top) vai Touch (bạn trai của bố Eve)
- Pattamawan Kaomulkadee (Yui) vai mẹ của Dan

### Khách mời
- Jakkrit Ammarat (Ton) vai Tan (bố của Tim)
- Unchalee Hassadeevichit (A) vai mẹ của Tim (Tập 7)
- Thanaboon Wanlopsirinun (Na) vai Ton (người yêu cũ của Miriam)
- Isarasaena Na Ayuttaya (Mummy) vai Pin

## Đón nhận

### Rating truyền hình Thái Lan
- Trong bảng dưới đây, màu xanh biểu thị rating thấp nhất và màu đỏ biểu thị rating cao nhất.

| Tập        | Khung giờ (UTC+07:00)  | Ngày phát sóng       | Tỷ lệ rating trung bình | Ref.   |
| ---------- | ---------------------- | -------------------- | ----------------------- | ------ |
| 1          | 20:30, Thứ Hai, thứ Ba | 20 tháng 12 năm 2021 | 0.097%                  | [ 5 ]  |
| 2          | 20:30, Thứ Hai, thứ Ba | 21 tháng 12 năm 2021 | 0.093%                  | [ 6 ]  |
| 3          | 20:30, Thứ Hai, thứ Ba | 27 tháng 12 năm 2021 | 0.111%                  | [ 7 ]  |
| 4          | 20:30, Thứ Hai, thứ Ba | 28 tháng 12 năm 2021 | 0.100%                  | [ 8 ]  |
| 5          | 20:30, Thứ Hai, thứ Ba | 3 tháng 1 năm 2022   | 0.200%                  | [ 9 ]  |
| 6          | 20:30, Thứ Hai, thứ Ba | 4 tháng 1 năm 2022   | 0.100%                  | [ 10 ] |
| 7          | 20:30, Thứ Hai, thứ Ba | 10 tháng 1 năm 2022  | 0.200%                  | [ 11 ] |
| 8          | 20:30, Thứ Hai, thứ Ba | 11 tháng 1 năm 2022  | 0.200%                  | [ 12 ] |
| 9          | 20:30, Thứ Hai, thứ Ba | 17 tháng 1 năm 2022  | 0.200%                  | [ 13 ] |
| 10         | 20:30, Thứ Hai, thứ Ba | 18 tháng 1 năm 2022  | 0.200%                  | [ 14 ] |
| 11         | 20:30, Thứ Hai, thứ Ba | 24 tháng 1 năm 2022  | 0.139%                  | [ 15 ] |
| 12         | 20:30, Thứ Hai, thứ Ba | 25 tháng 1 năm 2022  | 0.079%                  | [ 16 ] |
| 13         | 20:30, Thứ Hai, thứ Ba | 31 tháng 1 năm 2022  | [ chưa xác định ]       |        |
| 14         | 20:30, Thứ Hai, thứ Ba | 1 tháng 2 năm 2022   | [ chưa xác định ]       |        |
| 15         | 20:30, Thứ Hai, thứ Ba | 7 tháng 2 năm 2022   | [ chưa xác định ]       |        |
| 16         | 20:30, Thứ Hai, thứ Ba | 8 tháng 2 năm 2022   | [ chưa xác định ]       |        |
| Trung bình | Trung bình             | Trung bình           | — 1                     | — 1    |

^1  Dựa trên tỷ lệ rating trung bình mỗi tập.